# Лез-Абим
Лез-Абим (фр. Les Abymes, произношение: lɛz‿a.bim) — самая населённая коммуна в заморском департаменте Франции Гваделупа. Является административным центром трёх кантонов округа Пуэнт-а-Питр: Лез-Абим-1, Лез-Абим-2, Лез-Абим-2. На 2012 год население коммуны составляло 58 606 человек.
Города-побратимы: Бушервиль (Канада) и Кретей (Франция).

## Географическое положение

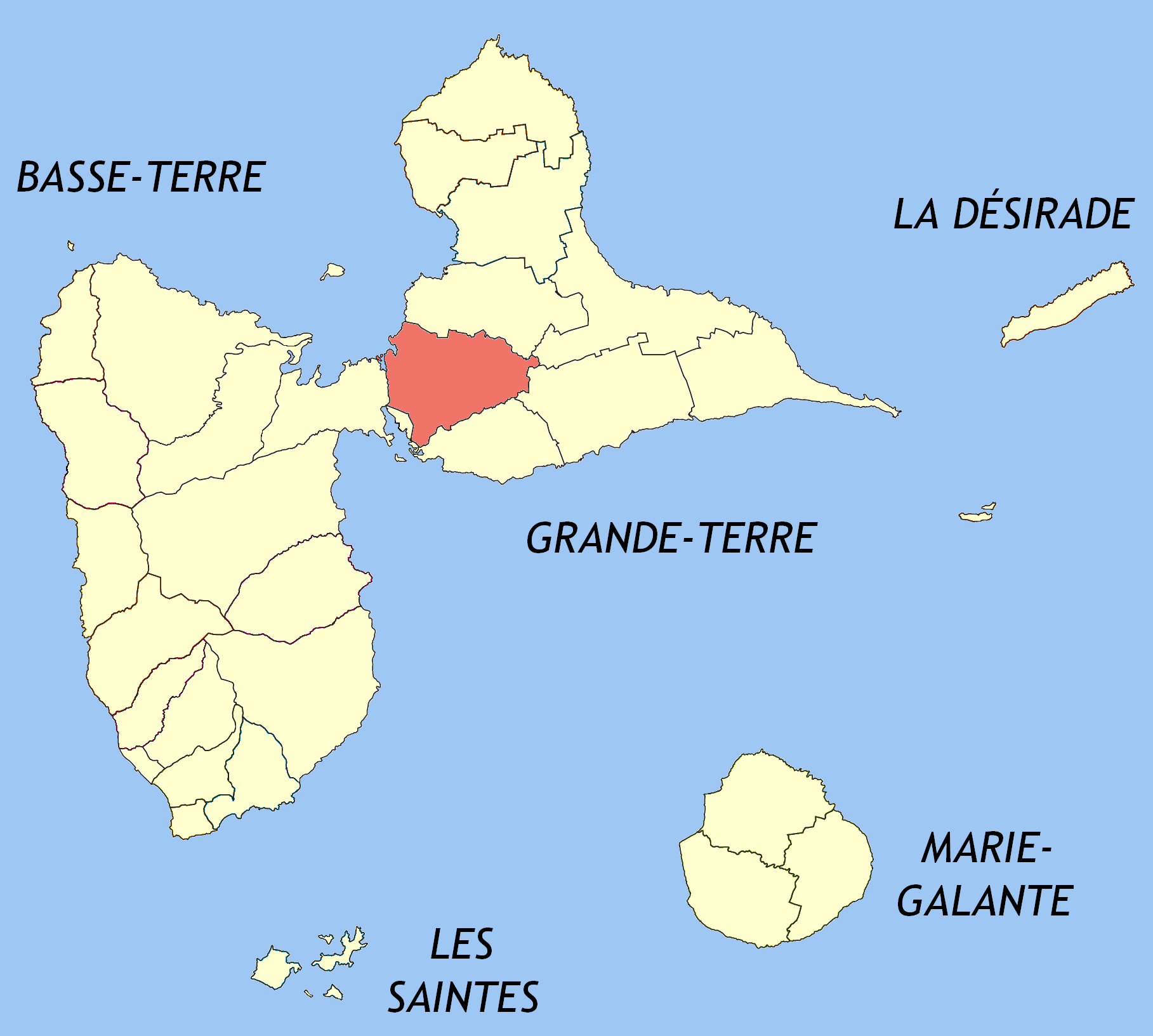
Территория коммуны Лез-Абим

Лез-Абим находится на острове Гранд-Тер Гваделупы около пролива Солт-Ривер, который отделяет коммуну от острова Бас-Тер. Он разделён на 28 районов. Граничит с коммунами Сент-Анн, Ле-Госье, Морн-а-л'О, Пуэнт-а-Питр, Бэ-Мао, Ле-Муль.
Лез-Абим является одной из главных коммун в городской агломерации Пуэнт-а-Питр — Лез-Абим, которая состоит из 11 коммун (население — 257 361 человек).
В коммуне находится аэропорт Международный аэропорт Пуэнт-а-Питра.

## История
Лез-Абим был основан в 1756 году. Первый приход назывался Вьё-Бург, он находился около кладбища Пуэнт-а-Питра в болотистой местности. Название поселения произошло от имени болотных испарений.

## Население

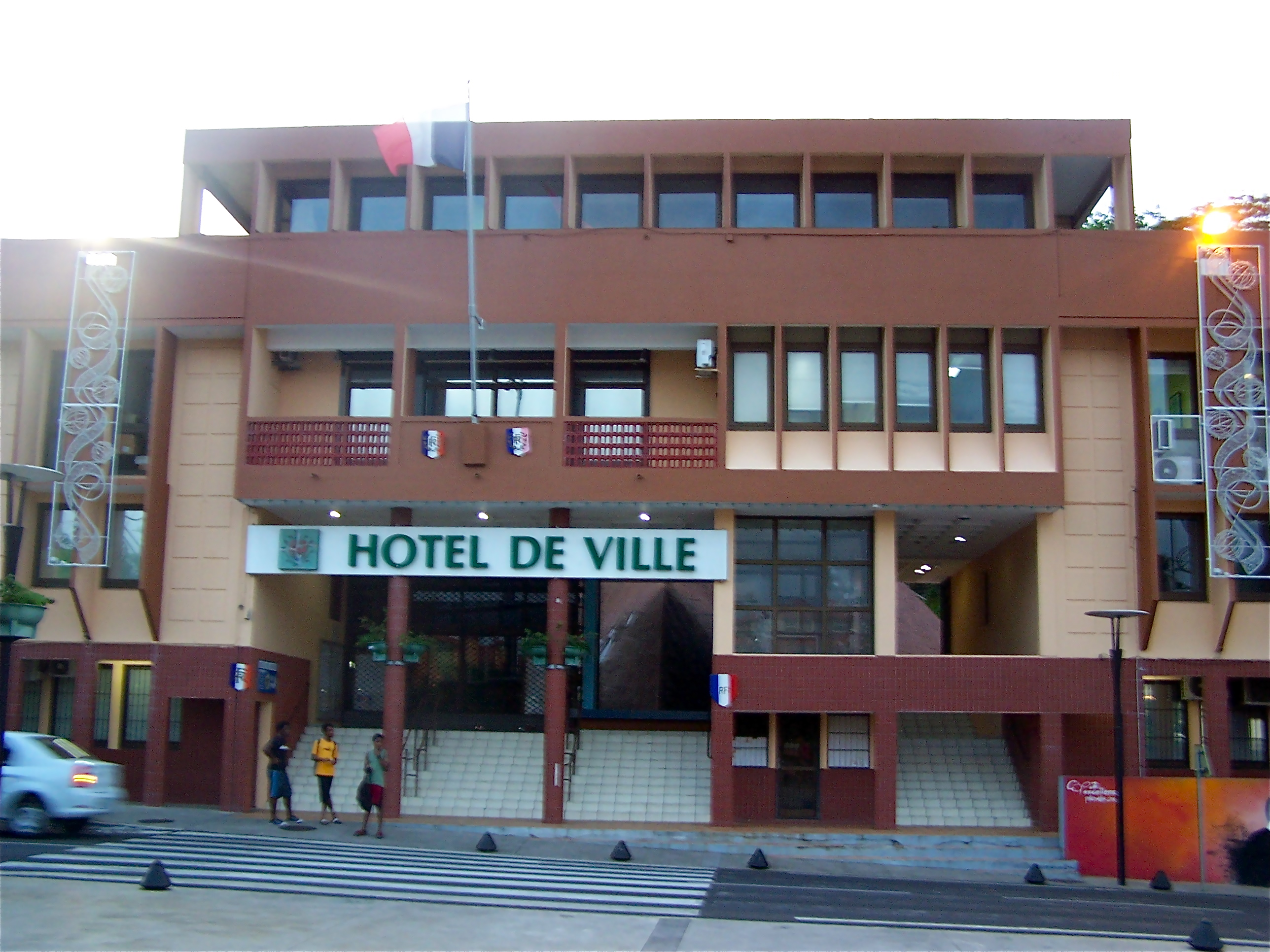
Мэрия Лез-Абим

Согласно переписи 2012 года население Лез-Абим составляло 58 606 человек (44,3 % мужчин и 55,7 % женщин). Население коммуны по возрастному диапазону распределилось следующим образом: 22,2 % — жители младше 14 лет, 20,4 % — между 15 и 29 годами, 18,8 % — от 30 до 44 лет, 20,4 % — от 45 до 59 лет и 18,2 % — в возрасте 60 лет и старше. Среди жителей старше 15 лет 29,2 % состояли в браке, 59,9 % — не состояли, 6,0 % — были в разводе, 5,0 % — вдовствовали.
Среди населения старше 15 лет (39 505 человек) 34,6 % населения не имели образования, 6,7 % — имели только начальное образование, 4,9 % — закончили только колледж, 19,8 % — получили аттестат об окончании лицея, 18,1 % — закончили полное среднее образование или среднее специальное образование, 8,5 % — закончили сокращённое высшее образование и 7,4 % — получили полное высшее образование.
В 2012 году из 37 656 человек трудоспособного возраста (от 15 до 64 лет) 24 948 были экономически активными, 12 708 — неактивными (показатель активности 66,3 %, в 2007 году — 63,5 %). Из 37 656 активных трудоспособных жителей работали 16 947 человек (7 952 мужчины и 8 995 женщины), 8001 числились безработными. Среди 12 708 трудоспособных неактивных граждан 5234 были учениками либо студентами, 1657 — пенсионерами, а ещё 5817 — были неактивны в силу других причин. В 2013 году средний доход в месяц составлял 2069 €, в год — 24 834 €.
Динамика численности населения:
| Население коммуны в XIX—XXI веках |
| --------------------------------- |
|                                   |